# Johann Heinrich Woldemar
Johann Heinrich Woldemar (lettisierter deutscher Name Johans Heinrihs Voldemārs, lett. Name Indriķis Valdemārs; * 28. August 1819 in Wezjunkur, Gem. Saßmacken (Kurland); † 8. Oktober 1880 in Mitau) war ein Archivar und Heimatforscher. Er war lettischstämmig, bekannte sich jedoch später zum Deutschtum. Er gilt als erster lettischer Archivar, gilt jedoch auch als Deutsch-Balte.

## Leben und Werk
Woldemar verfasste zahlreiche Abhandlungen zur kurländischen Güter- und Familiengeschichte und auch das „Alphabetisches Postadreß- und Tourenbuch für Kurland“.
Johann Heinrich Woldemar war ein Bruder von Krišjānis Valdemārs. Am 12. März 1849 heiratete er in Mitau Charlotte Hippel.

## Mitgliedschaften
- Mitglied der Kurländischen Gesellschaft für Literatur und Kunst
- Mitglied der Narva’schen Altertumsgesellschaft
- 1871 Korrespondierendes Mitglied der Gesellschaft für Geschichte und Altertumskunde der Ostseeprovinzen Russlands, Riga